# Пиперски, Александр Чедович
Алекса́ндр Че́дович Пипе́рски (род. 9 октября 1989 года, Москва) — российский лингвист и популяризатор науки. Кандидат филологических наук, научный сотрудник и старший преподаватель факультета гуманитарных наук НИУ ВШЭ. Лауреат премии «Просветитель» 2017 года в номинации «Гуманитарные науки».

## Биография
В 2006 году окончил среднюю общеобразовательную школу № 125 в районе Ясенево. В 2010 году окончил филологический факультет МГУ. В 2010—2012 годах проходил обучение по магистерской программе Erasmus Mundus по специальности «Немецкая литература Средневековья в общеевропейском контексте», получил степень Master of Arts Университетов Бремена (Германия) и Палермо (Италия). С 2010 по 2014 годы обучался в заочной аспирантуре филологического факультета МГУ по специальности «германские языки». В 2014 году получил степень кандидата филологических наук, защитив диссертацию на тему: «Динамика системы сильных глаголов в истории немецкого языка».
С 2008 по 2014 год работал редактором отдела телевизионных услуг в ЗАО «АКАДО — Столица».
С 2012 года работал сначала ассистентом, затем преподавателем на кафедре компьютерной лингвистики Института лингвистики РГГУ. Преподавал информационные технологии в лингвистике, технологии корпусной лингвистики, введение в теорию языка. С 2013 года — научный сотрудник лаборатории социолингвистики Школы актуальных гуманитарных исследований РАНХиГС, с 2014 года — преподаватель, затем старший преподаватель кафедры культурологии и социальной коммуникации Института общественных наук РАНХиГС.
С 2015 года работает в НИУ ВШЭ. Научный сотрудник Научно-учебной лаборатории лингвистической конфликтологии и современных коммуникативных практик и старший преподаватель Школы филологии Факультета гуманитарных наук. Ответственный секретарь редакции журнала «Известия РАН. Серия литературы и языка».
Член жюри Международной олимпиады по лингвистике, ВсОШ по русскому языку, Традиционной олимпиады по лингвистике, олимпиады «Высшая проба» по русскому языку, Турнира имени Ломоносова и игры-конкурса «Русский медвежонок — языкознание для всех». Входит в состав оргкомитета Летней лингвистической школы, руководит программой «Лингвистика» Образовательного центра «Сириус».

## Научно-популяризаторская деятельность
Автор научно-популярных лекций по лингвистике и искусственным языкам.
В 2017 году в издательстве «Альпина Нон-Фикшн» вышла книга А. Пиперски «Конструирование языков. От эсперанто до дотракийского». Эта книга стала лауреатом премии «Просветитель» 2017 года, а также победила в «народном голосовании», организованном порталом N+1.

## Общественная позиция
В феврале 2022 года подписал открытое письмо российских учёных и научных журналистов с осуждением вторжения России на Украину и призывом вывести российские войска с украинской территории.

## Семья
Дед — Аркадий Романович Галинский, советский и российский спортивный журналист, комментатор, телеведущий, аналитик спорта.
Бабушка — Ирина Львовна Галинская (Шмарук), известный литературовед.
Мать — Елена Аркадьевна Галинская, профессор филологического факультета МГУ им. М. В. Ломоносова.
Отец — Чеда Пиперски (род. в селе Сакуле, Южно-Банатский округ, Сербия).